# Puig de Fontseca
El Puig de Fontseca és un cim de 2.323 m alt del límit les comunes de Planès i Sant Pere dels Forcats, de la comarca del Conflent, a la Catalunya del Nord.
Està situat a la zona sud-oriental del terme de Sant Pere dels Forcats, a la zona sud-occidental del de Planès, al nord del Puig de l'Home Mort i al sud de la Collada dels Cerdans.